# Jules Édouard Valtat

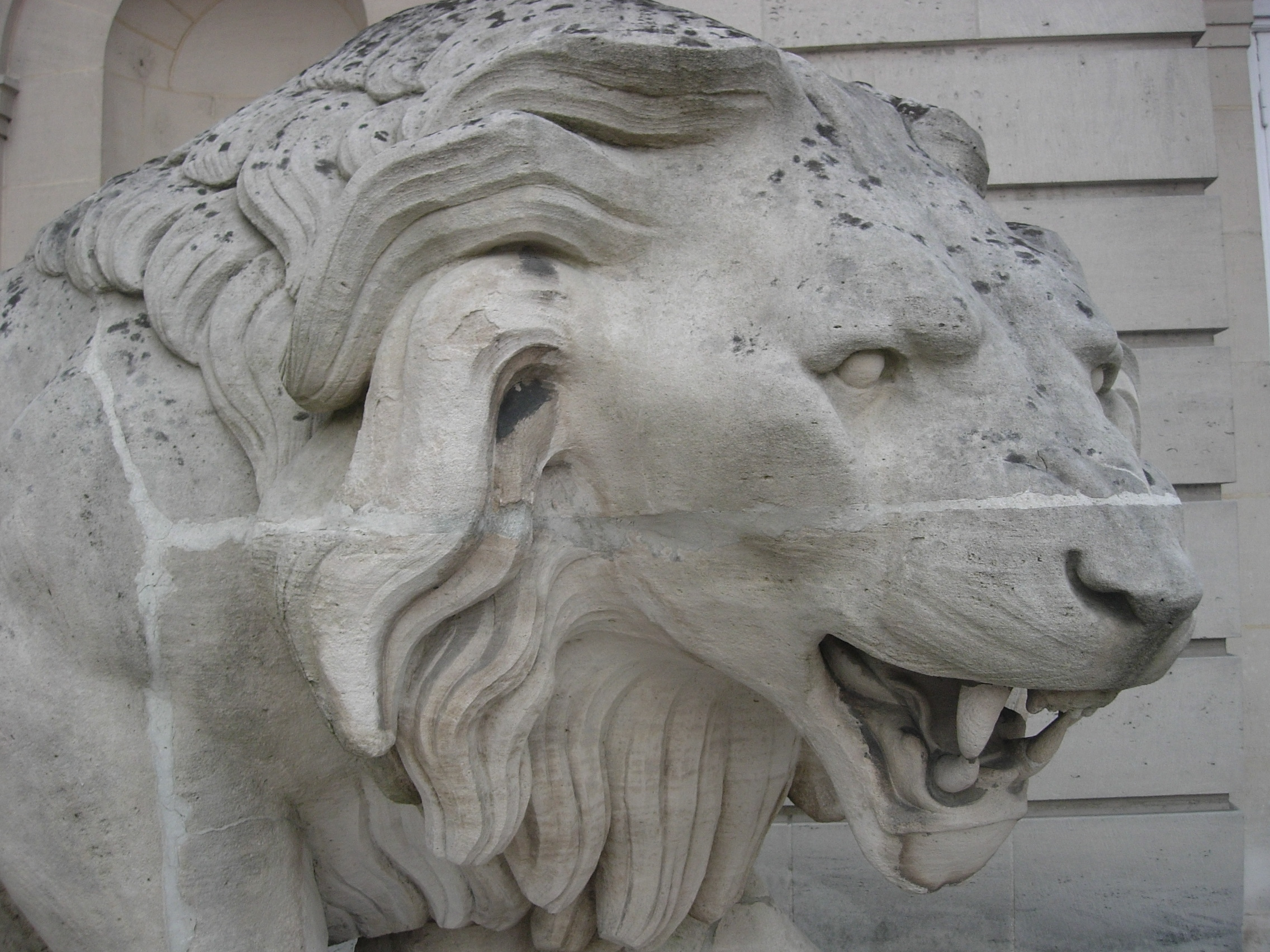
León en la Prefectura de Troyes.

Jules Édouard Valtat (Troyes (Aube), 7 de agosto de 1838-París, enero de 1871) fue un escultor francés. Falleció por la patria durante el Sitio de París, a los 33 años.

## Datos biográficos
Hijo del escultor François Joseph Valtat (1809-1876), especializado en escultura religiosa y de Ursule Mathelin (Troyes.1815-...); desde muy joven mostró afinidad por las artes y siguió los pasos de su padre. Ingresó como estudiante de la Escuela Municipal de Dibujo de Troyes. Durante ese tiempo vivía con sus padres en la rue Pithou de Troyes. se trasladó posteriormente a París para completar y mejorar su formación con Francisque Duret, en la Escuela Nacional de Bellas Artes de la capital francesa. Tomó de su padre la idea de aplicar el proceso de moldeo para la fabricación de imágenes religiosas.
Casado, su esposa le dio un hijo, Joseph, nacido en Troyes en 1858.
Recibió el encargo para realizar un grupo escultórico en 1859 : Faune et Bacchante (fauno y Bacante) para la decoración del Jardín de Aclimatación de París junto al arquitecto Gabriel Davioud y el paisajista Jean-Pierre Deschamps, al servicio de la Sociedad Zoológica Imperial de aclimatación (en francés Société nationale de protection de la nature), que fundó Isidore Geoffroy Saint-Hilaire en 1854. El jardín fue inaugurado 6 de octubre de 1860 por Napoleón III.

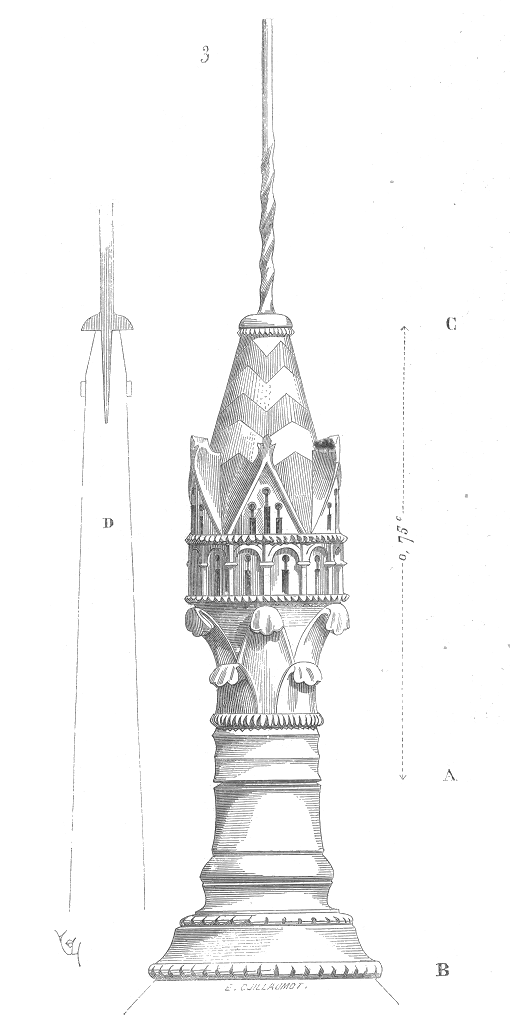
Una de las piezas de decoración escultórica reunidas por Valtat. Se trata de un remate de columna del.

Coleccionista de decoración arquitectónica, donó al Museo de Arqueología y Ciencias Naturales en su ciudad natal, situado en la antigua abadía de Saint-Loup de Troyes (fr:), elementos arquitectónicos como un fragmento de la torre de la iglesia de Saint Urbain, que data del siglo XIII y un epitafio del siglo XVI y las claves de bóveda de crucería que datan del siglo XII procedentes de la iglesia de Chesley.
También formó parte de su colección la estatua La Femme drapée (mujer vestida), piedra tallada durante la segunda mitad del siglo XVI, proveniente de la capilla del convento franciscano de Troyes, demolida en 1833; a la estatua le falta la cabeza, los pies y el brazo derecho y la donó en 1863 y se conserva también en el Museo de su ciudad natal.
Participó en la defensa del sitio de París durante la guerra franco-prusiana; en enero de 1871 recibió una herida de bala durante una incursión contra los prusianos. Repatriado a Troyes, murió de sus heridas algunos días más tarde, el 19 de enero de 1871.
Por Decreto del 12 de enero de 1907 el Concejo Municipal de la villa de Troyes adoptó la proposición de M. Gruot de dar el nombre de Valtat al camino del Haut-de-la-Mission asignando el nombre del escultor a esta vía de la comuna.

## Obras

### Dibujos, litografías
- Sin Determinar -  La rencontre sous la porte dorée, jubée de Villemaur ; título inscrito en la litografía; Sbg: ED. VALTAT; Dim; H:47cm X L: 29,6cm (Musée d'art d'archéologie et de sciences naturelles de Troyes n°inv:D.45.22.212.)

### Esculturas
- 1859 - 1860 -  Faune et Bacchante  (Fauno y Bacante), grupo en yeso mayor que el natural, destinado a ser fundido en metal para el Jardín de Aclimatación de París ( Conservado en el Museo de Bellas Artes de Troyes,)
- S - D -  Le Christ sur la Croix  (Cristo en la cruz); yeso a partir de François Girardon, copia de la estatua de bronce conservada en la iglesia de Saint-Rémi en Troyes; Dim; H:115cm ( Museo de Troyes, donado en 1872, n°inv: 872.5.1; RE 2.)
- sobre 1864 -  Orestre poursuivi par les Furies, après le meutre de sa mère ; bajorrelieve en yeso; S; Dim; H:152cm X L:207cm (Museo de Bellas Artes de Troyes; n°inv: 864.1.31, colección del artista adquirido en 1864)
- sobre 1869 -  Faune et Dryade ; yeso original; sobre pedestal; Dim; H:207cm X L:108cm ( Museo de Arte y de Arqueología de Troyes, n° inv:871.7) Expuesto en el Salón de los Artistas franceses de 1869, n°3742
- S - D -  Lion (León); Escultura en piedra de uno de los leones que adornan el acceso de la prefectura de Troyes.
- S - D -  Adam et Éve  (Adán y Eva); grupo colosal en yeso; S; Dim; H: X L: X P: (Museo de Bellas Artes de Troyes)

## Salones
- 1869 - Salon des Artistes Français:  Faune et Dryade, (n°3742)

## Museos, monumentos
- Museo de las Bellas Artes de Troyes(fr:):  Orestre poursuivi par les Furies, après le meutre de sa mère  -  Adam et Éve  -  Faune et Bacchante  -  La rencontre sous la porte dorée jubée de Villemaur -  Christ sur la Croix -
- Jardín de Aclimatación de París:  Faune et Bacchante . 48°52′39″N 2°15′47″E / 48.87750, 2.26306 (aprox)
- Edificio de la Prefectura del Aube (fr:) : escultura de uno de los Leones de la entrada. 48°17′52″N 4°4′42″E / 48.29778, 4.07833

## Homenajes
- Una calle de la villa de Troyes porta su nombre.